# Eggert Jónsson
Eggert Gunnþór Jónsson (Reykjavík, 18 agosto 1988) è un calciatore islandese, centrocampista o difensore del Vestsjaelland.

## Carriera

### Club
A differenza di altri suoi connazionali, che giocano solitamente in squadre scandinave, ha giocato in Inghilterra, Scozia, Portogallo e Danimarca. 

### Nazionale
Ha giocato in Under-17, Under-19 e Under-21, con cui ha disputato l'Europeo 2011 di categoria, e nazionale maggiore.

## Caratteristiche tecniche
È un giocatore molto duttile: agisce prevalentemente da mediano, ma può essere impiegato senza problemi come difensore centrale e terzino.